# Michal na Ostrove
Michal na Ostrove es un municipio del distrito de Dunajská Streda en la región de Trnava, Eslovaquia, con una población estimada a final del año 2024 de 1119 habitantes.
Se encuentra ubicado al sur de la región, cerca de los ríos Danubio y Váh, y de la frontera con Hungría y la región de Bratislava.

## Historia
En el siglo IX, el territorio de Michal na Ostrove formaba parte de la Gran Moravia. Tras la invasión húngara, pasó a formar parte del Reino de Hungría. La aldea fue mencionada por primera vez en 1337 con su nombre húngaro, Weke.
Hasta el final de la Primera Guerra Mundial, formó parte de Hungría y pertenecía al distrito de Dunaszerdahely, en el condado de Pozsony. Tras la derrota y desintegración del ejército austrohúngaro en noviembre de 1918, las potencias occidentales victoriosas establecieron la administración checoslovaca, como parte de los acuerdos de alto el fuego. Tras el acuerdo pacífico oficial de Hungría con Estados Unidos, Gran Bretaña y Francia, el Tratado de Trianon de 1920, el pueblo pasó a formar parte oficialmente de la Checoslovaquia democrática. Los húngaros aceptaron la plena independencia de Checoslovaquia y sus fronteras. Sin embargo, en noviembre de 1938, tras un acuerdo con Hitler, Hungría, colaboradora de los nazis, se apoderó de la zona, lo que se denominó el Primer Arbitraje de Viena, y este «arbitraje» fue mantenido por Hungría hasta 1945.  
Tras la derrota de las tropas alemanas y húngaras por parte de los soviéticos en 1945, la administración checoslovaca volvió al pueblo. Tras un golpe socialista en 1948, la aldea pasó a formar parte de la Checoslovaquia socialista hasta 1989. Entre 1989 y 1992 formó parte de la República Federativa Checa y Eslovaca y, desde el 1 de enero de 1993, forma parte de la República Eslovaca.

## Demografía
| Año        | 1994 | 2004     | 2014     | 2024     |
| ---------- | ---- | -------- | -------- | -------- |
| Población  | 680  | 827      | 940      | 1119     |
| Diferencia |      | +21,61 % | +13,66 % | +19,04 % |

| Año        | 2023 | 2024    |
| ---------- | ---- | ------- |
| Población  | 1104 | 1119    |
| Diferencia |      | +1,35 % |